# Греммі
«Гре́ммі» (англ. «Grammy» від gramophone — «грамофон») — музична нагорода американської Академії звукозапису, що існує з 1958 року. Є однією із найпрестижніших нагород у сучасній музиці, яку можна порівняти із премією «Оскар» у кінематографі.
«Греммі» присуджують щорічно в 108 категоріях у 30 музичних жанрах за голосуванням уповноважених членів Академії звукозапису (англ. «Recording Academy»). Успішним і визнаним артистам та звукоінженерам надається право голосу: серед них такі співаки й музиканти як Джон Бон Джові, Prince, Пол Саймон, Нора Джонс, Бейонсе.
Номінантів «Греммі»-2020 оголосили 20 листопада 2019 року. 62-га церемонія вручення нагород відбулася 26 січня 2020 року в Лос-Анджелесі.
Лавреатами «Греммі» були вихідці з України M1shka, Надія Шпаченко, Руслан Сирота, Давид Ойстрах, Святослав Ріхтер, Григорій П'ятигорський, Володимир Горовиць та Натан Мільштейн.

## Велика четвірка
Велика четвірка (англ. The Big Four) — чотири нагороди «Греммі», що вважаються найпрестижнішими:
- Запис року (англ. Record of the Year)
- Альбом року (англ. Album of the Year)
- Пісня року (англ. Song of the Year)
- Найкращий новий виконавець (англ. Best New Artist)

## Категорії нагородження

### Альтернативна музика
- Найкращий альтернативний альбом (Best Alternative Music Album)

### Блюз
- Найкращий альбом традиційного блюзу (Best Traditional Blues Album)
- Найкращий альбом сучасного блюзу (Best Contemporary Blues Album)

### Музика для дітей
- Найкращий альбом для дітей (Best Album for Children)
- Найкращий музичний альбом для дітей (Best Musical Album for Children)
- Найкращий мовний альбом для дітей (Best Spoken Word Album for Children)

### Класична музика
- Найкраще оркестрове виконання (Best Orchestral Performance)
- Найкраще класичне вокальне виконання (Best Classical Vocal Performance)
- Найкраще класичне вокальне виконання, оперне або хорове (Best Classical Performance, Operatic or Choral)
- Найкращий оперний запис (Best Opera Recording)
- Найкраще хорове виконання (Best Choral Performance)
- Найкраще класичне виконання — інструментальним сольним або декількома сольними виконавцями (з оркестром або без) (Best Classical Performance — Instrumental Soloist or Soloists (with or without orchestra))

- Найкраще інструментальне виконання сольним(и) виконавцем(ми) з оркестром (Best Instrumental Soloist(s) Performance (with orchestra))
- Найкраще інструментальне сольне виконання без оркестру (Best Instrumental Soloist Performance (without orchestra))
- Найкраще виконання невеликим ансамблем (з диригентом або без) (Best Small Ensemble Performance (with or without conductor))
- Найкраще виконання камерної музики (Best Chamber Music Performance)
- Найкраща сучасна класична композиція (Best Classical Contemporary Composition)
- Найкращий класичний альбом (Best Classical Album)
- Найкращий перехідний класичний альбом (Best Classical Crossover Album)
- Найкращий новий класичний артист (Best New Classical Artist)

### Комедія
- Найкращий комедійний альбом (Best Comedy Album)
- Найкращий мовний комедійний альбом (Best Spoken Comedy Album)

### Творчість/Аранжування
- Найкраща інструментальна композиція (Best Instrumental Composition)
- Найкраща пісня, написана для кіно, телебачення або іншого візуального подання (Best Song Written for a Motion Picture, Television or Other Visual Media) (зараз у категорії «Фільм/ТВ/Медія»)
- Найкращий альбом, що є саундтреком до фільму, телебачення або іншого візуального подання (Best Score Soundtrack Album for a Motion Picture, Television or Other Visual Media) (зараз у категорії «Фільм/ТВ/Медія»)
- Найкраще аранжування (Best Arrangement)
- Найкраще інструментальне аранжування (Best Instrumental Arrangement)
- Найкраще інструментальне аранжування акомпанемент вокалісту (Best Instrumental Arrangement Accompanying Vocalist(s))
- Найкраще вокальне аранжування для двох або більше голосів (Best Vocal Arrangement for Two or More Voices)

### Кантрі
- Найкраще виконання кантрі-співачки[en] (Best Country Vocal Performance, Female)
- Найкраще виконання кантрі-співака[en] (Best Country Vocal Performance, Male)
- Найкраще кантрі виконання дуетом або групою — вокальне або інструментальне (Best Country Performance, Duo or Group — Vocal or Instrumental)
- Найкраще виконання кантрі-дуетом або групою (Best Country Performance by a Duo or Group with Vocal)
- Найкраще спільне вокальне кантрі виконання (Best Country Collaboration with Vocals)
- Найкраще інструментальне кантрі виконання (Best Country Instrumental Performance)
- Найкраща кантрі й вестерн запис (Best Country & Western Recording)
- Найкращий кантрі або вестерн сингл (Best Country & Western Single)
- Найкраща кантрі пісня (Best Country Song)
- Найкращий кантрі альбом (Best Country Album)
- Найкращий блюграс альбом (Best Bluegrass Album)
- Найкращий новий виконавець кантрі й вестерну (Best New Country & Western Artist)

### Танцювальна музика
- Найкращий танцювальний запис (Best Dance Recording) (раніше була в категорії «Поп»)
- Найкращий електронний/танцювальний альбом (Best Electronic/Dance Album)

### Диско
- Найкращий диско запис (Best Disco Recording) (була тільки в 1980 році)

### Кіно/ТВ/Медіа
- Найкращий альбом, що є саундтреком до фільму, телебачення або іншого візуального подання (Best Compilation Soundtrack Album for a Motion Picture, Television or Other Visual Media)
- Найкраща пісня, написана для кіно, телебачення або іншого візуального подання (Best Song Written for a Motion Picture, Television or Other Visual Media) (раніше була в категорії «творчість й аранжування»)
- Найкращий альбом, що є саундтреком до фільму, телебачення або іншого візуального подання (Best Score Soundtrack Album for a Motion Picture, Television or Other Visual Media) (раніше була в категорії «творчість й аранжування»)

### Фольклор
- Найкращий запис етнічного або традиційного фольклору (Best Ethnic or Traditional Folk Recording)
- Найкращий альбом традиційного фольклору (Best Traditional Folk Album)
- Найкращий альбом сучасного фольку (Best Contemporary Folk Album)
- Найкращий альбом музики корінних жителів Америки (Best Native American Music Album)
- Найкращий альбом гавайської музики (Best Hawaiian Music Album)

### Госпел
- Найкраще госпел виконання (Best Gospel Performance)
- Найкраща госпел пісня (Best Gospel Song)
- Найкраще традиційне госпел виконання (Best Gospel Performance, Traditional)
- Найкраще сучасне госпел виконання (Best Gospel Performance, Contemporary)
- Найкраще жіноче вокальне госпел виконання (Best Gospel Vocal Performance, Female)
- Найкраще чоловіче вокальне госпел виконання (Best Gospel Vocal Performance, Male)
- Найкраще вокальне госпел виконання дуетом або групою (Best Gospel Vocal Performance by a Duo or Group, Choir or Chorus)
- Найкраще соул госпел виконання (Best Soul Gospel Performance)
- Найкраще соул госпел виконання, традиційне (Best Soul Gospel Performance, Traditional)
- Найкраще соул госпел виконання, сучасне (Best Soul Gospel Performance, Contemporary)
- Найкраще жіноче соул госпел виконання (Best Soul Gospel Performance, Female)
- Найкраще чоловіче соул госпел виконання (Best Soul Gospel Performance, Male)
- Найкраще соул госпел виконання, чоловіче або жіноче (Best Soul Gospel Performance, Male or Female)
- Найкраще соул госпел виконання дуетом або групою, хорове (Best Soul Gospel Performance by a Duo or Group, Choir or Chorus
- Найкраще духовне виконання (Best Inspirational Performance)
- Найкращий поп/сучасний госпел альбом (Best Pop/Contemporary Gospel Album)
- Найкращий рок-госпел альбом (Best Rock Gospel Album)
- Найкращий традиційний соул госпел альбом (Best Traditional Soul Gospel Album)
- Найкращий сучасний соул госпел альбом (Best Contemporary Soul Gospel Album)
- Найкращий південний, кантрі або блюграсс госпел альбом (Best Southern, Country or Bluegrass Gospel Album)
- Найкращий хоровий госпел альбом (Best Gospel Choir or Chorus Album)

### Джаз
- Найкраще жіноче виконання джазу (Best Jazz Vocal Performance, Female)
- Найкраще чоловіче виконання джазу (Best Jazz Vocal Performance, Male)
- Найкраще виконання джазу дуетом або групою (Best Jazz Vocal Performance, Duo or Group)
- Найкраще інструментальне джаз соло (Best Jazz Instrumental Solo)
- Найкращий інструментальний джаз альбом, сольний або групи (Best Jazz Instrumental Album, Individual or Group)
- Найкращий великий альбом джазового ансамблю (Grammy Award for Best Large Jazz Ensemble Album[en])
- Найкраще виконання джаз–року (Best Jazz Fusion Performance)
- Найкращий оригінальний джазовий твір (Best Original Jazz Composition)
- Найкращий джазовий вокальний альбом[en] (Best Jazz Vocal Album)
- Найкращий сучасний джазовий альбом[en] (Best Contemporary Jazz Album)
- Найкращий альбом латинського джазу (Best Latin Jazz Album)

### Латинська музика
- Найкраща латинська запис (Best Latin Recording)
- Найкращий латинський поп альбом (Best Latin Pop Album)
- Найкращий альбом традиційного тропічного латино (Best Traditional Tropical Latin Album)
- Найкращий мексиканський/мексикано-американський альбом (Best Mexican/Mexican-American Album)
- Найкращий латинська рок/альтернативний альбом (Best Latin Rock/Alternative Album)
- Найкращий техано альбом (Best Tejano Album)
- Найкращий сальса альбом (Best Salsa Album)
- Найкращий мерензі альбом (Best Merengue Album)
- Найкращий сальса/мерензі альбом (Best Salsa/Merengue Album)

### Музичнешоу
- Найкращий альбом — музичне шоу (Best Musical Show Album)
- Найкращий альбом або запис, що є оригінальною звуковою доріжкою з фільму або телебачення (Best Sound Track Album or Recording of Original Cast From a Motion Picture or Television)

### Музичне відео
- Найкраще коротке музичне відео (Best Short Form Music Video)
- Найкраще довге музичне відео (Best Long Form Music Video)
- Найкраще концептуальне музичне відео (Best Concept Music Video)
- Найкращий відеозапис музичного виконання (Best Performance Music Video)
- Відео року (Нью-ейдж) (Video of the Year (New Age))

### Нью-ейдж
- Найкращий нью-ейдж альбом (Best New Age Album)

### Упаковка/Оформлення; Найкраща обкладинка альбому
- Найкраща обкладинка альбому (Best Album Cover)
- Найкраща обкладинка альбому — класичного (Best Album Cover — Classical)
- Найкраща обкладинка альбому — некласичного (Best Album Cover — Other Than Classical)
- Найкраща обкладинка альбому, графічна робота (Best Album Cover, Graphic Arts)
- Найкраща обкладинка альбому, фотографія (Best Album Cover, Photography)
- Найкраща упаковка запису (Best Recording Package)
- Найкраща упаковка коробкової або спеціальної обмеженої версії (Best Boxed or Special Limited Edition Package)
- Найкраще оформлення альбому (Best Album Notes)
- Найкраще оформлення альбому — класичного (Best Album Notes — Classical)

### Полька
- Найкращий альбом стилю полька (Best Polka Album)

### Поп
- Найкраще виконання поп-співачки[en] (Best Pop Vocal Performance, Female)
- Найкраще чоловіче вокальне виконання (Best Pop Vocal Performance, Male)
- Найкраще вокальне виконання групою (Best Pop Performance by a Vocal Group)
- Найкраще виконання хором (Best Performance by a Chorus)
- Найкраще виконання вокальною групою або хором (Best Performance by a Vocal Group or Chorus)
- Найкраще інструментальне виконання (Best Instrumental Performance)
- Найкраще жіноче вокальне поп виконання (Best Female Pop Vocal Performance)
- Найкраще чоловіче вокальне поп виконання (Best Male Pop Vocal Performance)
- Найкраще сучасне (R&R) сольне вокальне виконання — чоловіче або жіноче (Best Contemporary (R&R) Solo Vocal Performance — Male or Female)
- Найкраще вокальне поп виконання дуетом або групою (Best Pop Performance by a Duo or Group with Vocal)
- Найкраще сучасне виконання хором (Best Contemporary Performance by a Chorus)
- Найкраще спільне вокальне поп виконання (Best Pop Collaboration with Vocals)
- Найкраще виконання оркестром — для танців (Best Performance by an Orchestra — for Dancing)
- Найкраще виконання оркестром або інструменталістом з оркестром — у першу чергу не джазове або для танців (Best Performance by an Orchestra or Instrumentalist with Orchestra — Primarily Not Jazz or for Dancing)
- Найкраще інструментальне поп виконання (Best Pop Instrumental Performance)
- Найкраще інструментальне поп виконання у вокальному офарбленні (Best Pop Instrumental Performance with Vocal Coloring)
- Найкраща сучасна пісня (Best Contemporary Song)
- Найкращий вокальний поп-альбом (Best Pop Vocal Album)
- Найкращий сучасний інструментальний альбом[en] (Best Contemporary Instrumental Album)

### Продюсування/Дизайн
- Найкращий дизайн альбому, не класичного (Best Engineered Album, Non-Classical)
- Найкращий дизайн альбому, класичного (Best Engineered Album, Classical)
- Найкращий дизайн запису — спеціальні або оригінальні ефекти (Best Engineered Recording — Special or Novel Effects)
- Найкращий реміксований запис, не класичний (Best Remixed Recording, Non-Classical)
- Продюсер року, не класичний (Producer of the Year, Non-Classical)
- Продюсер року, класичний (Producer of the Year, Classical)
- Реміксер року, не класичний (Remixer of the Year, Non-Classical)

### R&B
- Найкраще жіноче вокальне R&B виконання (Best Female R&B Vocal Performance)
- Найкраще чоловіче вокальне R&B виконання (Best Male R&B Vocal Performance)
- Найкраще сольне вокальне R&B виконання — чоловіче або жіноче (Best R&B Solo Vocal Performance, Male or Female)
- Найкраще вокальне R&B виконання дуетом або групою (Best R&B Performance by a Duo or Group with Vocals)
- Найкраще вокальне виконання традиційного R&B (Best Traditional R&B Vocal Performance)
- Найкраще інструментальне R&B виконання (Best R&B Instrumental Performance)
- Найкраще урбан/алтернативне виконання (Best Urban/Alternative Performance)
- Найкращий ритм-енд-блюз запис (Best Rhythm & Blues Recording)
- Найкраща R&B пісня (Best R&B Song)
- Найкращий R&B альбом (Best R&B Album)
- Найкращий сучасний R&B альбом (Best Contemporary R&B Album)

### Реп
- Найкраще виконання репу (Best Rap Performance)
- Найкраще виконання репу соло (Best Rap Solo Performance)
- Найкраще жіноче виконання репу (Best Female Rap Solo Performance)
- Найкраще чоловіче виконання репу (Best Male Rap Solo Performance)
- Найкраще виконання репу дуетом або групою (Best Rap Performance by a Duo or Group)
- Найкраще спільне виконання репу/співу (Best Rap/Sung Collaboration)
- Найкраща реп пісня (Best Rap Song)
- Найкращий реп альбом (Best Rap Album)

### Регі
- Найкращий регі альбом (Best Reggae Album)

### Рок
- Найкраще жіноче вокальне рок виконання (Best Female Rock Vocal Performance)
- Найкраще чоловіче вокальне рок виконання (Best Male Rock Vocal Performance)
- Найкраще сольне вокальне рок виконання (Best Rock Vocal Performance, Solo)
- Найкраще вокальне рок виконання дуетом або групою (Best Rock Performance by a Duo or Group with Vocal)
- Найкраще інструментальне рок виконання (Best Rock Instrumental Performance)
- Найкраще хард рок виконання (Best Hard Rock Performance)
- Найкраще метал виконання (Best Metal Performance)
- Найкраще хард рок/метал виконання вокальне або інструментальне (Best Hard Rock/Metal Performance Vocal or Instrumental)
- Найкраща рок-пісня (Best Rock Song)
- Найкращий рок-альбом (Best Rock Album)

### Об'ємне звучання
- Найкращий альбом з об'ємним звучанням (Best Surround Sound Album)

### Розмовний
- Найкращий розмовний альбом (Best Spoken Word Album)
- Найкращий розмовний комедійний альбом (Best Spoken Comedy Album)

### Традиційний поп
- Найкращий вокальний альбом у стилі традиційного попу (Best Traditional Pop Vocal Album)

### Світ
- Найкращий світовий музичний альбом (Best World Music Album)
- Найкращий традиційний світовий музичний альбом (Best Traditional World Music Album)
- Найкращий сучасний світовий музичний альбом (Best Contemporary World Music Album)